# Gönül Yazar
Gönül Yazar (İzmir, 12 augustus 1936) is een Turks zangeres en actrice. In 1968 speelde Yazar "Çapkın Kız" in de Turkse versie van Marie Laforêt 's lied  "Mon amour, mon ami". Ze is vooral bekend om haar rollen in de films Atesli kan (1962), Gel desen gelemem ki (1969) en Trafik Belma (1967).

## Biografie
Yazar werd op 12 augustus 1936 in İzmir geboren, als tweede kind van wegenaannemer Mehmet Bey (uit Erzincan) en de Joegoslavische immigrant Fatma Aras. Ze heeft twee zussen: Belma en Belkıs. Al in haar vroegere jeugd was ze geïnteresseerd in muziek. Ze begon haar artiestenleven in 1952 op 15-jarige leeftijd, nadat ze als winnares van de Aegean Voice Queen Competition werd gekozen. In datzelfde jaar trouwde de 15-jarige Yazar met Necdet Yazar, wiens achternaam ze nog steeds gebruikt. Twee jaar later, in 1954, ging het paar echter uit elkaar. Gönül Yazar hertrouwde in 1956 op 20-jarige leeftijd met de 27 jaar oudere Bedii Çapa. In 1963 was ze kort gehuwd met Özden Çelik. In 1964 trouwde ze voor de vierde keer, dit keer met voetballer Metin Oktay. Ook dit huwelijk duurde kort. In 1972 trad Gönül Yazar in haar vijfde huwelijk, dit keer met Ercan Akın. Tussen 1979 en 1980 was ze gehuwd met Sinan Birsel. Haar zevende en laatste huwelijk, in 1997, was met Fahrettin Akçınar en duurde zeven maanden.

## Albums
- Gönül Yazar - Halime (1968) (Şençalar Plak)
- Dertleri Zevk Edindim (1970/ 1977) (Arya Plak/ Yavuz Plak)
- Gönül Yazar - Nisan Yağmuru (1970) (Televizyon Plak)
- Gönül Yazar - O Ağacın Altı (1972) (Kervan Plak)
- Artık Bu Solan Bahçede (1973) (Atlas Plak)
- Çakıl Galası'nda (1974) (İstanbul Plak)
- Gönül Yazar - Ağlar Gezerim (1974) (Yavuz Plak)
- Gönül Yazar - Tadı Yok Sensiz Geçen Günlerimin (1975) (Yavuz Plak)
- Gönül Yazar/Süper Midi Play - Sen de Mevsimler Gibisin (1975) (Yavuz Plak)
- Aldırma Gönül (1978) (Elenor Plak)
- Taş Bebek (1979) (Elenor Plak)
- İşte Benim Dünyam (1982) (Elenor Plak)
- Gönül Defterim (1985) (Elenor Plak)
- Ne Yazar (19**) (Harika/MC)
- Gönül'den Gönüllere (1989) (Emre Plak)
- Sevmek İstiyorum (1993) (Elenor Plak)
- Forever (2010) (Ossi Müzik)

### Complicatie-albums
- Gönül Yazar'dan Seçmeler (1974) (Yavuz Plak)
- En İyileriyle Gönül Yazar (2006) (Ossi Müzik)

## Films
- Taş Bebek, (1960)
- Bir Bahar Akşamı, (1961)
- Bir Gecelik Gelin, (1962)
- Ateşli Kan, (1962)
- Kelepçeli Aşk, (1963)
- Var mı Bana Yan Bakan, (1964)
- Şu Kızların Elinden, (1964)
- Sahte Sevgili, (1964)
- Köye Giden Gelin, (1964)
- Cımbız Ali, (1964)
- Yalancının Mumu, (1965)
- Kocamın Nişanlısı, (1965)
- Hüseyin Baradan Çekilin Aradan, (1965)
- Bir Garip Adam, (1965)
- Bilen Kazanıyor, (1965)
- Adım Çıkmış Sarhoşa, (1965)
- 65 Hüsnü, (1965)
- Taçsız Kral, (1965)
- Dudaktan Kalbe, (1965)
- Namus Kanla Yazılır, (1966)
- Mezarını Hazırla, (1966)
- Kanlı Mezar, (1966)
- İdam Mahkumu, (1966)
- Halime'yi Samanlıkta Vurdular, (1966)
- Fakir Bir Kız Sevdim, (1966)
- Beyoğlu'nda Vuruşanlar, (1966)
- Trafik Belma, (1967)
- Aslan Yürekli Reşat, (1967)
- Kara Gözlüm Efkarlanma, (1968)
- Ölüme Giden Yol, (1969)
- Gel Desen Gelemem Ki, (1969)
- Vurgun, (1973)
- Tanık, (1992)